# Lamesley
Lamesley est un village et une paroisse civile du Tyne and Wear, en Angleterre. Il est situé au sud de la ville de Gateshead.